# Castillo de Calatrava la Nueva
El Sacro-Convento y Castillo de Calatrava la Nueva se encuentra en el municipio español de Aldea del Rey, en la provincia de Ciudad Real. Está ubicado en la cima de un cerro, enfrente del castillo de Salvatierra.

## Historia
En lo que hoy es el aparcamiento (final del camino de acceso), se han encontrado restos de la Edad del Bronce y de un poblado visigodo. La fortaleza se halla situada en la cima del Cerro Alacranejo, con forma de cono, a 936 m de altitud sobre el nivel del mar. El cerro presenta una densa vegetación autóctona en sus laderas y en su base y está rodeado de grandes pedrizas o canchales que hacen difícil su acceso. El camino empedrado hoy existente se hizo para la visita de Felipe II a la fortaleza en 1560 y conduce hasta la base del castillo. Su situación controla uno de los pasos naturales hacia Sierra Morena. No se conoce con exactitud el año inicial de su construcción, si bien hay referencias de su uso por Nuño de Lara en 1187 como antiguo castillo de Dueñas.
En 1191 Rodrigo Gutiérrez Girón y su segunda mujer, Jimena, donaron por sus almas a la Orden de Calatrava la mitad de las rentas y heredades que tenían en este antiguo Castillo de Dueñas, dejando expresamente la mitad de las rentas a favor de los hijos del primer matrimonio del donante. Tres años después, éstos vendieron a la Orden sus derechos en el castillo por la suma de 1000 maravedís.
En 1201, Alfonso VIII confirmaba a los calatravos la propiedad íntegra del castillo. En 1211 los musulmanes recuperaron el cercano castillo de Salvatierra, que no volvería al dominio de los cristianos hasta 1226; esto reforzó la importancia estratégica del cerro donde se encontraba el castillo de Dueñas.
La fortaleza actual es de grandes dimensiones (46 000 metros cuadrados), y fue construida por los caballeros calatravos en los años 1213 a 1217, después de la batalla de las Navas de Tolosa, empleando como mano de obra a buena parte de prisioneros tomados en dicha batalla. Una vez erigida, se convirtió en sede de la Orden de Calatrava, y en una de las más importantes fortalezas de Castilla. Su historia corre pareja a la de la propia Orden.
Fue construido para sustituir como sede maestral a la ciudad de Calatrava la Vieja, situada más al norte, en la margen izquierda del río Guadiana, lugar donde a mediados del siglo se había fundado esta orden militar.

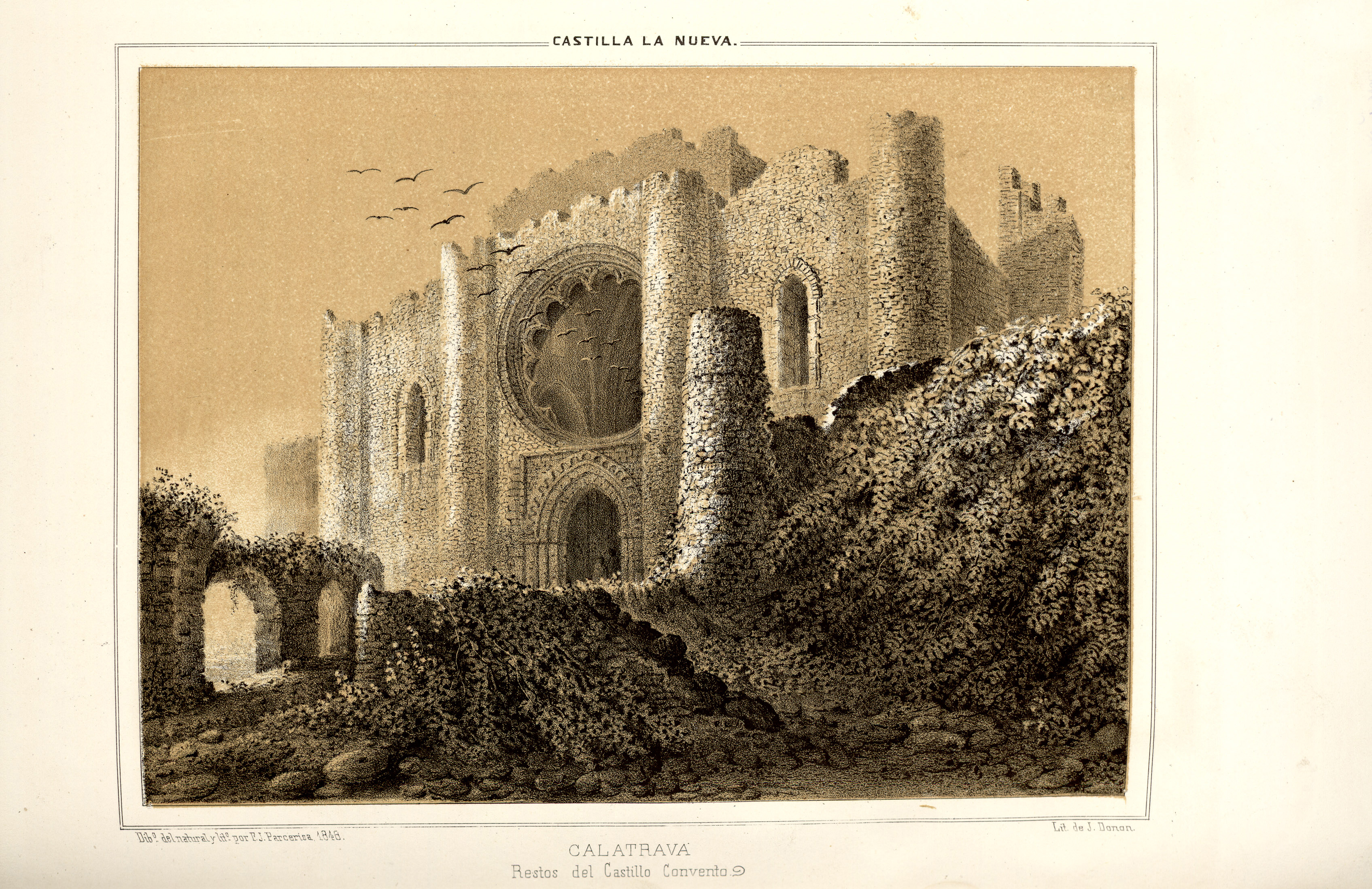
Ruinas del castillo-convento en una litografía de Francisco Javier Parcerisa de mediados del publicada en Recuerdos y bellezas de España

El castillo pervivió hasta el siglo XIX, en que fue abandonado tras las desamortizaciones religiosas emprendidas por el ministro Mendizábal para sanear las cuentas estatales en 1835.
El convento de Calatrava la Nueva fue declarado monumento histórico-artístico perteneciente al Tesoro Artístico Nacional el 3 de junio de 1931, durante la Segunda República, mediante un decreto publicado el día 4 de ese mismo mes en la Gaceta de Madrid, con la rúbrica del presidente del Gobierno provisional de la República Niceto Alcalá-Zamora y el ministro de Educación Pública y Bellas Artes Marcelino Domingo y Sanjuán.
En 1997 el lugar sirvió como marco para la investidura como doctor honoris causa de Umberto Eco por la Universidad de Castilla-La Mancha, siendo inevitable recordar el escenario de su novela El nombre de la rosa. En septiembre de 2010 fue uno de los escenarios de rodaje de la película Capitán Trueno y el Santo Grial.

## Descripción del recinto

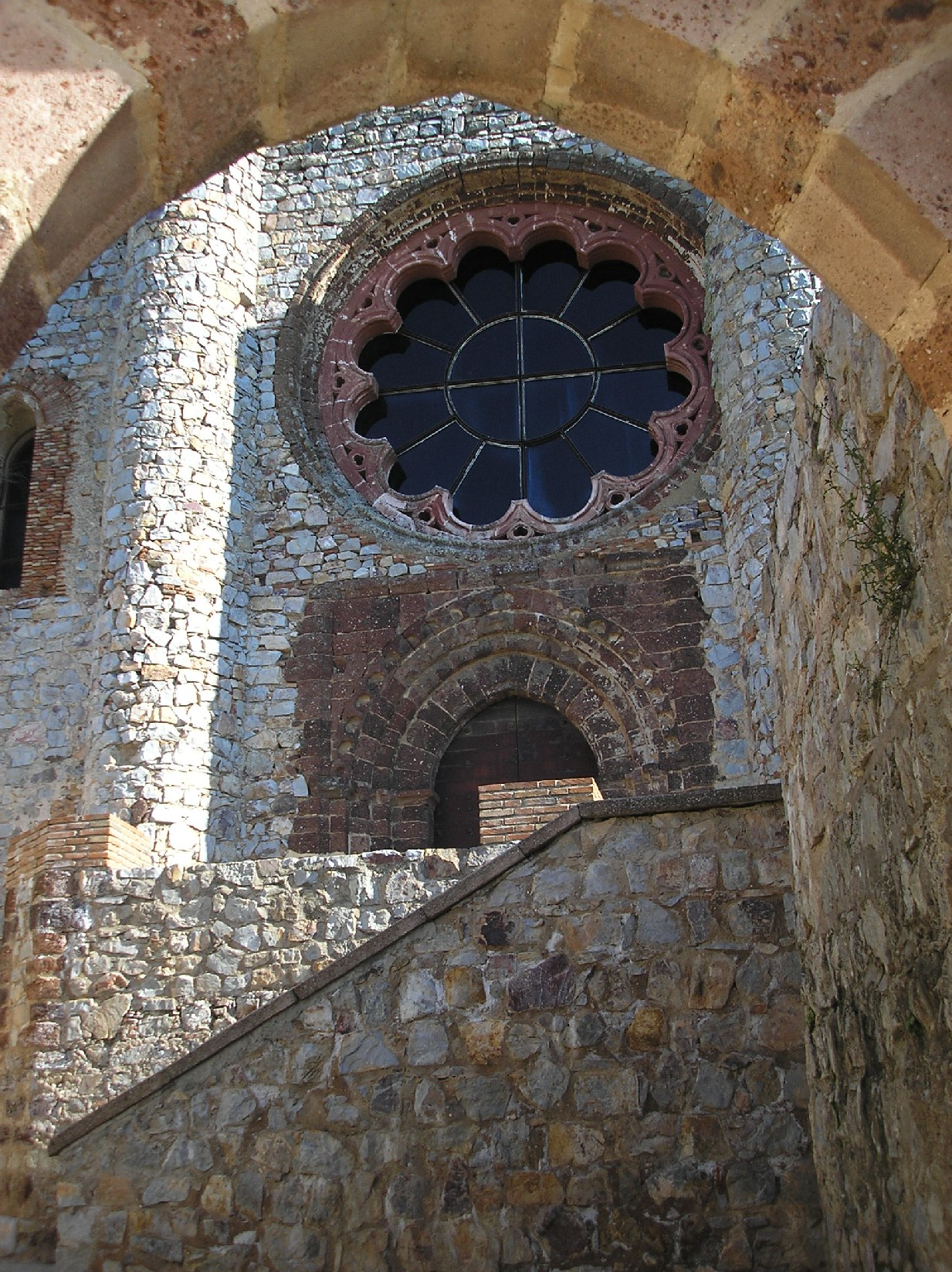
Acceso a la iglesia

Se conservan documentos en que se detalla todo el edificio y la distribución de las habitaciones. En realidad se trata de un complejo recinto compuesto por iglesia, convento, hospedería, puebla y recinto externo, todo fuertemente fortificado. Desde la llanura se asciende a la fortaleza bordeando sus murallas exteriores y se llega una explanada donde se abre la puerta exterior del siglo XV, que permite entrar en el recinto externo o liza que está limitada por dos murallas casi paralelas. Este recinto se utilizaba para guardar el ganado, para alojar tropas en tránsito y para refugio de campesinos en caso de peligro.

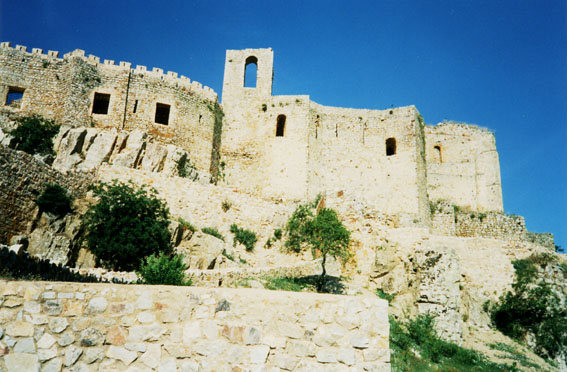
Vista exterior del recinto

Desde la liza se accede a la zona del convento por una enorme cámara situada junto a la muralla, semi-subterránea. En esta cámara se situaba el cuerpo de guardia y las caballerizas. Sobre ella se levantaba la hospedería, cuyas plantas superiores se encuentran desaparecidas. Al salir de las caballerizas se entra en un espacio defensivo intermedio, que era un lugar de paso. A la derecha se encuentra el convento del que sólo se conservan los suelos y parte de los muros.
El camino continúa hacia el castillo cuyos altos muros se levantan ante el espectador. A la izquierda pueden verse diversas estancias semi-subterráneas que se pueden visitar. Se trata de antiguos almacenes sobre los que se levanta hoy la vivienda del guarda, que a su vez ocupa parte de la antigua hospedería. Continuando por el camino, a la derecha pueden verse enormes rocas cortadas a pico que forman la base de las murallas del castillo y a la izquierda una explanada acondicionada hoy con mesas para uso de los visitantes. Desde aquí se domina el recinto de la puebla que conserva las murallas completas por cuyo adarve se puede circular. En dicha puebla había calles y casas y era donde vivían los servidores del castillo y del convento. Está situada en un gran saliente rectangular de la muralla y tiene sus torrecillas y un portillo de los llamados secretos.

## La iglesia

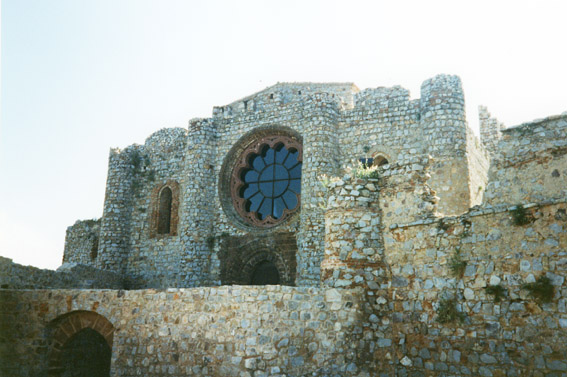
Iglesia del castillo de Calatrava la Nueva

Es de estilo cisterciense. Tiene un gran rosetón en su fachada, del tiempo de los Reyes Católicos. Los contrafuertes son a modo de torreones. En el interior se ven tres amplias naves cubiertas con bóvedas de ladrillo y tres ábsides con arcos apuntados. En el lado izquierdo había capillas funerarias que luego fueron tapiadas y destruidas y que están por restaurar. A la izquierda de la fachada estaba el palomar y el pozo de nieve. Había una entrada desde la liza. A la derecha se encuentra el Campo de los Mártires (cementerio), con la capilla de Nuestra Señora de los Mártires, enormes aljibes subterráneos y el camino de subida al castillo.
En la iglesia, estuvo sepultado Alfonso de Molina en un suntuoso sepulcro que se encontraba cobijado por un arco en la Capilla Mayor del templo.
Al claustro del convento se accede por una puerta de la nave lateral derecha. Quedan vestigios de los soportes de arcadas. Detrás de este claustro hay un paso entre sus muros y los cimientos del castillo por el cual se llega a la primera puerta del recinto del castillo propiamente dicho.

## Fortaleza central

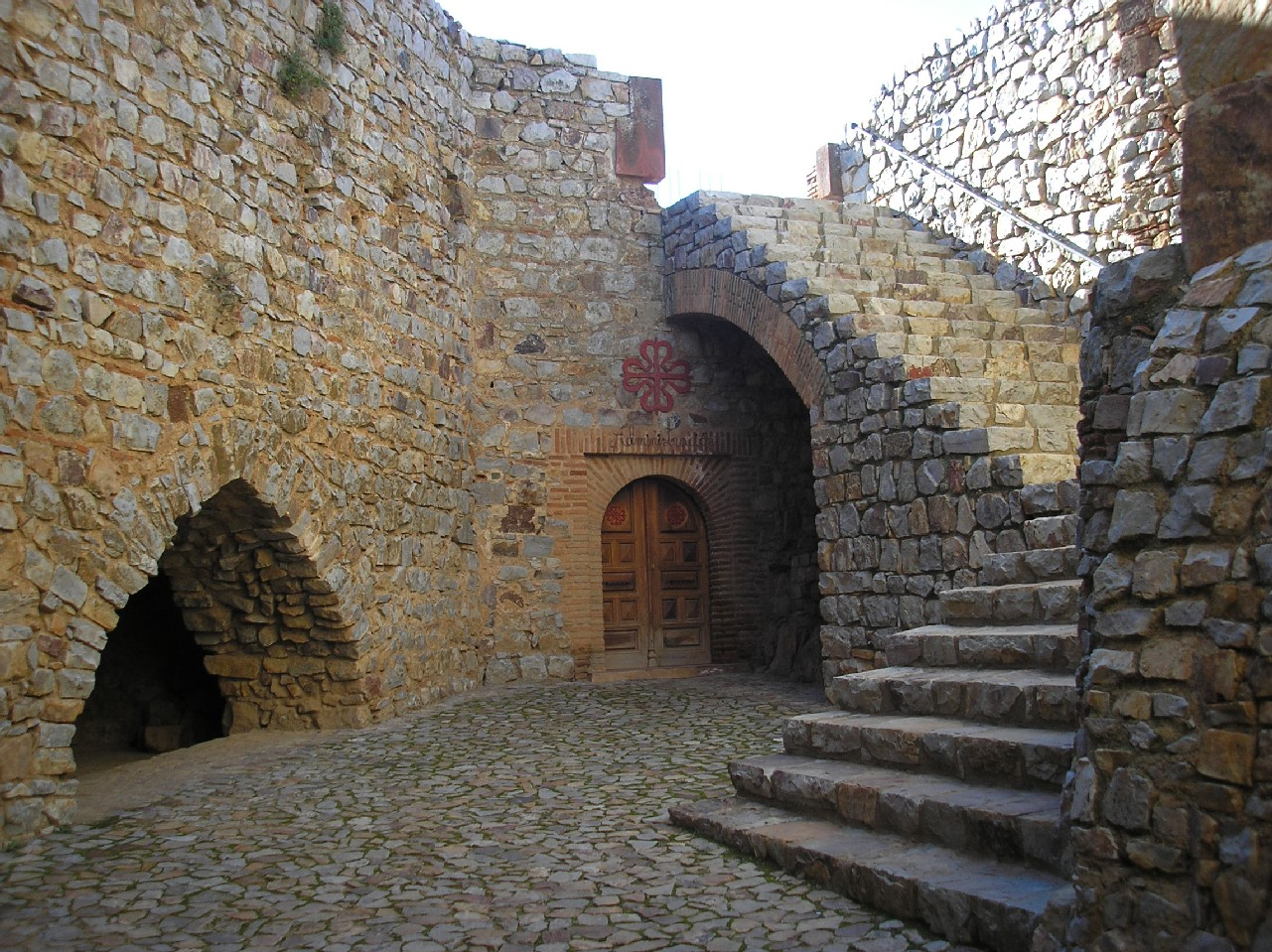
Escaleras

Se encuentra en el centro y en lo más alto de toda la fortaleza. Su primera puerta, con arco apuntado, funcionaba como barbacana que protegía la segunda puerta a la que se llega tras un recorrido en codo y a cielo raso.
La segunda puerta se abre en los muros del castillo y da acceso a una gran caballeriza con bóveda de cañón apuntado, separada del patio de armas por pilares.
Una vez situados en el patio de armas, a la derecha hay una escalera moderna de caracol, de piedra, que accede al antiguo archivo de la Orden de Calatrava. A la izquierda está la entrada de la cámara del Maestre, con la Cruz de Calatrava sobre el arco apuntado. Debajo hay un aljibe. En frente, se encuentra el acceso principal a las dependencias del castillo; se trata de una gran escalera que conduce a diversas cámaras.

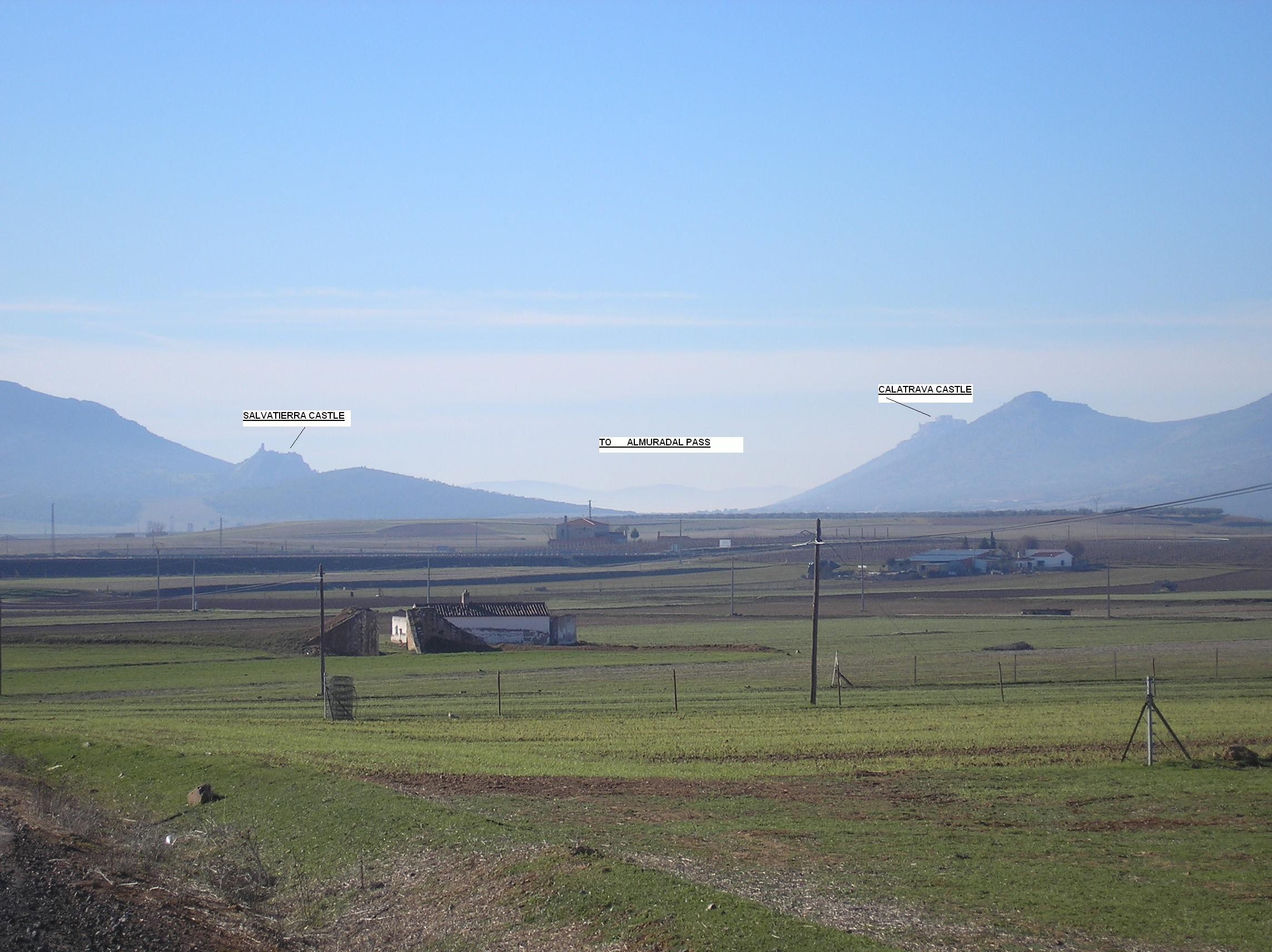
Castillos de Calatrava y de Salvatierra controlando el paso hacia Sierra Morena

Esta escalera conduce a cuatro niveles:
- Primer nivel: A la derecha se entra en una cámara abovedada que se comunicaba con el piso de arriba por una trampilla en el techo. Al fondo, por una estrecha entrada se accede a un aljibe. Hay que volver a la escalera para continuar la ascensión.
- Segundo nivel: Allí se encuentra una cámara larga y estrecha que estuvo dividida en dos plantas por un suelo de madera. A la segunda planta de suelo de madera se accedía desde la plataforma en que va a desembocar la escalera si seguimos por ella.
- Tercer nivel: Esta plataforma era la planta principal. Sólo conserva sus muros y ventanas. Está a 20 m desde el suelo exterior. Desde ella se puede llegar al archivo (cámara abovedada con una ventana que mira al castillo de Salvatierra que está a poca distancia). Por el lado opuesto se llega al último nivel.
- Último nivel: Desde aquí se domina todo el recinto. La vista desde la zona de los mástiles es impresionante: al sur se ve Sierra Morena, al este, el castillo de Salvatierra.